# 牛营子镇
牛营子乡，是中华人民共和国辽宁省朝阳市凌源市下辖的一个乡镇级行政单位。

## 行政区划
牛营子乡下辖以下地区：
南水泉村、郭家店村、石杖子村、老杖子村、牛营子村、小北沟村、半里杖子村、烧锅杖子村、白尺沟村和西大川村。